# Tainanina sarcophagoides
Tainanina sarcophagoides är en tvåvingeart som först beskrevs av Malloch 1931.  Tainanina sarcophagoides ingår i släktet Tainanina och familjen spyflugor. Inga underarter finns listade i Catalogue of Life.